# Tratado de Lunéville
O Tratado de Lunéville foi um acordo firmado entre a República da França e o Sacro Império Romano-Germânico, em 9 de fevereiro de 1801, através respectivamente de José Bonaparte e o conde Ludwig von Cobenzl.
O Tratado pôs fim à Segunda Coligação, permanecendo a Grã-Bretanha como a única nação a guerrear contra a França. Os termos do Tratado requeriam que a Áustria ratificasse as condições do Tratado de Campo Formio, fazendo com que algumas possessões austríacas fossem entregues e o imperador austríaco renunciasse a todas as pretensões ao Império Romano. O controle francês se estenderia até as margens do Reno, abandonando as possessões ao leste do rio. Questões de fronteira na Itália foram resolvidas e o Grão-Ducado da Toscana passou às mãos da França, recebendo o duque compensações na Alemanha. Ao mesmo tempo os signatários concordavam com a independência da República Batava, da República Cisalpina, da República Helvética e da República Liguriana, e os bispados semi-independentes de Trento e Brixen foram secularizados e anexados à Áustria. A paz resultante do Tratado de Lunéville perdurou até 1805, quando os austríacos retomaram as guerras contra Napoleão Bonaparte.